# Полиция безопасности Литвы
Полиция безопасности Литвы (лит. Saugumo policija), также известная как Саугумас (лит. Saugumas) — пронацистское коллаборационистское полицейское формирование, действовавшее в Литве в период с 1941 по 1944 год.
В организации числилось около 400 человек, 250 из них — в Каунасе и окрестностях, 130 — в Вильнюсе.

## История
Литовское Временное правительство, созданное в переходный период между началом боевых действий и прогнозируемого освобождения страны Германией, начало пытаться восстанавливать государственные институты. К 24 июня власти воссоздали довоенное министерство внутренних дел, и большинство желающих мужчин было принято в её структуры. Департамент возглавлял Витаутас Рейвитис. Туда присоединились многие бывшие члены довоенных литовских учреждений, поскольку правительство призвало всех, кто работает там до 15 июня 1940, к исполнению своих обязанностей. Однако уже вскоре после оккупации Литвы стало ясно, что немцы не имели намерения предоставить автономию Литвы, и правительство 5 августа 1941 было распущено. В то же время полиция и разведывательные службы были воссозданы, посчитались полезными были включены в немецкую систему безопасности. Бывший департамент безопасности был преобразован в литовскую полицию безопасности. Многие её сотрудники были активистами фашистской организации «Железный Волк».

## Структура
Полиция в оккупированной немцами Литве, состояла из отдельных немецких и литовских подразделений.
- Немецкая полиция структурировалась на несколько органов: собственно полицию Sicherheitspolizei, службу безопасности (нем. Sicherheitsdienst) со штаб-квартирой в Каунасе, и охранную полицию.
- Литовская полиция в свою очередь делилась на общественную полицию, криминальную полицию, также на литовские отряды самообороны (полицейские батальоны), службы железнодорожной полиции и пожарной полиции. Литовские полицейские организации были в подчинении у соответствующих организаций немецкой полиции[2].

Глава литовской безопасности и криминальной полиции Стасис Ченкус (лит. Stasys Čenkus) был агентом абвера. Он сохранил эту позицию до конца немецкой оккупации. Его помощниками были заместитель главы полиции безопасности Казис Матулис и личный секретарь Витянис Стасишкис. 
Глава криминальной полиции являлся Пятрас Паматайтис.
В организации было шесть региональных филиалов (лит. Apygarda): в Каунасе во главе с А. Чюодерисом (Albinas Čiuoderis), в Вильнюсе — А. Лилейкисом, Шяуляй — Ю. Пакулисом (Juozas Pakulis), Укмерге — А. Бразюкайтисом (Aleksandras Braziukaitis), Мариямполе — П. Банисом (Petras Banys) и Паневежис — А. Лепой (Antanas Liepa).
Штаб-квартиры были разделены на несколько отделов:
- Организация (руководитель — Повилас Жичкус, с 1942);
- Экономическая и финансовая (руководитель — Пранас Ненорта);
- Информации (во главе — Юозас Юцюс).

Региональные отделения включали семь комиссариатов:
- Гвардейской комиссариат — охрана зданий и тюрьм.
- Обслуживание комиссариат — финансовые функции.
- Информация комиссариат — отбор кандидатов на государственные посты, сбор оперативной информации, создание списков врагов правительства, сбор информации о политических настроениях местного населения, подготовки докладов.
- Коммунистическая комиссариат — сбор информации о коммунистов, советских партизанах, подпольных коммунистических организациях, осуществляющих аресты, вербовки.
- Польский комиссариат — расследование деятельности незаконных польских организаций, осуществляющих обыски, аресты, вербовку.
- Комиссариат этнических меньшинств — исследование и контроль за деятельностью русских, белорусов и других этнических меньшинств.
- Комиссариат разведки.

## Деятельность
В сотрудничестве с нацистской SIPO (полиция безопасности) и SD организация была непосредственно подчинена немецкой Kripo (уголовной полиции). Таким образом, она выполнила ряд ролей. Среди её основных задач было обеспечение немцев информацией и данными о польском сопротивлении, коммунистических организациях и этнических меньшинствах. Она также выполняла антипартизанскую функцию в литовских районах оккупированной немцами северной Польши и Литвы (в границах Литвы с Польшей и Советской Россией по договорам 1920 г.).
Специальный отдел в литовской полиции занимался евреями-коммунистами (лит. Komunistų-Žydų Skyrius). Отдел представлял немецкому начальству списки известных коммунистов-евреев и так называемой «красной интеллигенции», их политические биографии. Люди, подозреваемые в наличии еврейских корней, либо те, кто уклонился от заключения под стражу, или пытался бежать из гетто или те, кто нарушил нацистские расовые законы, арестовывались и передавались в гестапо. Литовский историк А. Бубнис, однако, утверждает, что еврейские вопросы были исключительно в компетенции немецкой полиции безопасности и немецкой гражданской администрации. По Бубнису, роль литовской полиции безопасности в истреблении евреев незначительна, и в основном сводилась к поиску отдельных евреев, которые сбежали из гетто, и передачи пойманных беглецов немецкой полиции безопасности. Он указывает на тот факт, что литовская полиция безопасности была непосредственно подчинена немецкой криминальной полиции KRIPO, а не SD или гестапо, которые непосредственно преследовали политических врагов Рейха.

## Преследования евреев
Деятельность отделений ПБЛ в крупных городах (Вильнюс, Каунас) и в провинции отличались в принципе. Коллаборационисты, работавшие в крупных городах, чаще всего изучали более сложные случаи политического и стратегического характера, поэтому не принимали участие в массовых убийствах евреев непосредственно. После предварительных допросов арестованных евреев направляли в соответствующие подразделения немецкого гестапо и SD, которые совершали массовые убийства.
Коллаборационисты в провинции принимали активное участие в Холокосте. Должностные лица ПБЛ не только проводили допросы, но и организовывали сам процесс преследования евреев: проводили массовые аресты и транспортировку евреев в места лишения свободы.
Секция коммунистов-евреев (Komunistų-žydų Sekcija) Вильнюсского филиала ПБЛ во главе с Юозасом Багдонисом, была особенно активна в первые месяцы немецкой оккупации, когда Секция коммунистов-евреев была ответственна за выявление шпионов, задержание и допросы евреев и сторонников евреев: коммунистов, членов комсомола, бывших советских работников правительства, сотрудников НКВД.

## После окончания войны
В конце войны многие члены литовской полиции безопасности бежали в Западную Европу, в частности в ФРГ.
В 1955 году бывший руководитель Вильнюсского филиала Литовской полиции безопасности, Александрас Лилейкис, эмигрировал в США, где получил гражданство, которого он был лишён в 1996 году. Литовские власти затянули расследование дела Лилейкиса. В ходе начавшегося суда Лилейкис скончался от инфаркта в вильнюсской больнице 26 сентября 2000 года.
Заместитель Александра Лилейкиса Казис Гимжаускас (Kazys Gimžauskas) — также вернулся в Литву. Власти США начали расследование в 1996 г. Гимжаускас был осуждён в 2001 году за участие в геноциде евреев, так как сбежавших из гетто и пойманных литовской полицией безопасности евреев по его указаниям передавали немецким органам безопасности.
Альгимантас Дайлиде в 2006 году был признан виновным за участие в преследовании и арестах в Литве 2 поляков и 12 евреев — коммунистов или сбежавших из гетто, когда он был сотрудником Литовской полиции безопасности, но от отбывания наказания по состоянию здоровья и из-за преклонного возраста был освобождён.
Антанас Гецявичюс (он же «Антанас Гечес»), командир 1-й роты 2-го полицейского батальона после войны проживал в Эдинбурге.